# Jutland Centrale
La regione dello Jutland Centrale (in danese: Region Midtjylland) è una suddivisione amministrativa della Danimarca attiva dal 1º gennaio 2007.

## Consiglio regionale
La regione è guidata da 41 membri, che formano il consiglio regionale. Le elezioni si svolgono contemporaneamente a quelle del consiglio municipale.

## Storia
La regione è stata costituita in seguito alla riforma municipale danese che prevede che le vecchie contee vengano rimpiazzate da cinque regioni.

Nel contempo i comuni di dimensioni minori sono stati uniti per costituirne un numero minore, portando il numero di comuni da 271 attuali a 98. La riforma è entrata in vigore il 1º gennaio 2007.

## Comuni
Nella regione della Danimarca centrale ci sono 19 comuni. I sindaci dei 19 comuni e il presidente del consiglio regionale formano insieme il comitato di contatto nella regione del Midtjylland. Il comitato è statutario.
Con il 24,45% della popolazione totale della regione o 306,650 abitanti (1º gennaio 2010), il comune di Aarhus è il più popoloso della regione. Il Comune di Ringkøbing-Skjern è il più vasto della regione, con una superficie totale di 1494,56 km².
| Comuni | (abitanti al 1º gennaio 2007) - Aarhus (367 095) - Favrskov (49 377) - Hedensted (47 725) - Herning (89 848) - Holstebro (59 016) - Horsens (97 392) - Ikast-Brande (42 737) - Lemvig (19 110) - Norddjurs (36 773) - Odder (23 896) - Randers (99 974) - Ringkøbing-Skjern (56 218) - Samsø (3 694) - Silkeborg (100 747) - Skanderborg (65 205) - Skive (44 739) - Struer (20 594) - Syddjurs (44 076) - Viborg (97 472) |